# Distrito de Sartimbamba
El distrito de Sartimbamba es uno de los ocho distritos que componen la Provincia de Sánchez Carrión en el departamento de La Libertad, en el Perú.
Por el norte limita con el Departamento de Cajamarca; por el este con las provincias de  Bolívar y Pataz; por el oeste con los distritos de Marcabal y Chugay; y, por el sur con el Distrito de Cochorco.
Desde el punto de vista jerárquico de la Iglesia católica forma parte de la Prelatura de Huamachuco.

## Historia

### Pre-Inca
De acuerdo con las representaciones existentes en el Distrito y por la transmisión de información de nuestros ancestros, indica un grupo humano: Nómadas, empezaron a poblar esta agreste geografía. Vivían de las frutas y de la caza. Como vivienda usaban las cuevas, donde han dejado sus manifestaciones en las grandes rocas y cuevas, que ahora se conocen como las famosas Pinturas Rupestres de QUILCA. Una de las cuevas más conservadas se cree que sirvió como un centro de adoración. Estas pinturas representan tres Reinos: animal, vegetal y mineral, creados por un ser superior a quien adoraban.
Los restos ceramográficos encontrados tienen influencia Chimú y Chavín, destacando los colores amarillo y gris.
Posteriormente, este grupo pasó a formar parte del señorío de los Wamachukos, así como lo demuestran los restos arqueológicos ubicados en los cerros CASHORCO Y PURRUNLLACTA, similares construcciones a las de Markahuamachuco.

### Época Inca
Los pobladores de Sartimbamba no sufrieron frecuentemente la influencia Inca, debido a que se convirtieron en un Cacicazgo que estaba rodeada de fortificaciones; aun cuando se sabe que los Wamachukos formaron parte del imperio Incaico.

### Época de la Conquista y el Virreinato
A la llegada de los españoles, que llegaron en búsqueda de minas, se dedicaron a la explotación de las minas Monserrate. De esta manera se empieza a poblar el lugar que en ese entonces se conocía como CITAPUQUIO. Sartimbamba se mantuvo firme y no fue tan atropellada como otros pueblos, debido a su ubicación, trabajo y organización.
Los españoles, al descubrir las minas de Monserrate, bajan al lugar de CITAPUQUIO para acampar. Al dar inicio las excavaciones para la construcción de sus viviendas, dentro de la narrativa popular, se manifiesta que coincidentemente se encontraron una sartén de oro, lo que dio lugar para el nombre del pueblo que fundaron "SARTEN"; posteriormente, por el uso del vocabulario, los nativos cambian por SARTIN. En fin, transcurrió el tiempo, se le denominó SARTIMBAMBA, conocido hasta hoy.

### Época de la Emancipación e Independencia
Según el Dr. Nicolás Rebaza Cueto refiere que Marcabalito y Sartimbamba, de acuerdo con los cuadros del ministerio de Guerra, donde se resalta la labor de Huamachuco, fueron tres fieles a la causa de la Independencia. De esta manera organizaron la resistencia.

### Época Republicana
Realizada la independencia nacional, en la cual se desempeñó el Padre de la Patria, José Faustino Sánchez Carrión, fue vital y decisivo, influyendo de esta manera en Sartimbamba, la subdivisión de las Haciendas: Pomabamba, Marcabal, Angasllancha (hoy, San Martín) y Cochapampa (hoy San Alfonso).

## Creación Política
El distrito fue creado mediante Ley del 13 de diciembre de 1943, en el primer gobierno del Presidente Manuel Prado Ugarteche.
La historia señala que fue a este distrito a donde llegó Francisco Pizarro, descubriendo, como en muchos otros lugares, una gran riqueza aurífera. Durante el proceso de exploración local, encontró una sartén fabricado en su totalidad de oro macizo, y se cree que fue por este hallazgo que este distrito recibió el nombre que posee en la actualidad (Sartim). 
Se empezó a formar durante la época colonial y republicana en un paso obligado hacia el Valle del Marañón.

## Geografía

### Localización
El distrito de Sartimbamba, está ubicado en la parte Nor Oriente de Huamachuco entre el Río Marañón y Chuzgon. Este distrito, se encuentra ubicado a una distancia de 102 km de la provincia de Sánchez Carrión y a 271 km de la ciudad de Trujillo. Sartimbamba tiene una extensión superficial de 394.37 kilómetros cuadrados y una altitud de 2,627 m s. n. m.
| Noroeste: Sitacocha ( Cajabamba) | Norte: Sitacocha ( Cajabamba) | Noreste: Sitacocha ( Cajabamba) y Bambamarca                             |
| Oeste: Marcabal y Chugay         |                               | Este: Bambamarca, Condormarca (Los dos de Cajamarquilla) y Pataz (Pataz) |
| Suroeste: Cochorco               | Sur: Cochorco                 | Sureste: Pataz (Pataz) y Cochorco                                        |

Está compuesto por los siguientes caseríos:
1.	Angasllancha.
2.	Cachipampa.
3.	Cacho.
4.	Chepiz.
5.	Chugurbamba.
6.	Collona.
7.	El Torno.
8.	El triunfo.
9.	Ganzul.
10.	Guangale.
11.	La capilla.
12.	La jalca.
13.	La victoria.
14.	Lanla.
15.	Llanco.
16.	Llaupuy.
17.	Manancanchu.
18.	Marcabal grande.
19.	Pampa grande.
20.	Poma Bamba.
21.	Pueblo libre.
22.	Quilcha.
23.	San Alfonso.
24.	San Felipe I.
25.	San Felipe II.
26.	San mateo.
27.	Santa Bárbara.
28.	Sartimbamba.
29.	Sartín grande.
30.	Talpo.
31.	San Francisco.
32.	Calemar.

## Población
El Distrito de Sartimbamba cuenta con una población de 12,648 habitantes.

## Factores Climatológicos
Su clima con una temperatura anual media que oscila entre 11 a 12 °C. y una campiña que se viste del verdor de la vegetación, entre abril a septiembre, brinda un hermoso paisaje que inspira a recorrer los sugestivos atractivos con que cuenta.

## Hidrografía
Los ríos que drenan el territorio del distrito pertenecen a las cuencas del río Chusgón y el río Marañón. Ambas cuencas son de tipo torrencial que llevan abundante agua durante el invierno y escasas en la estación de verano.

## Producción
La mayor parte de habitantes, se dedican a la agricultura: Maíz, papa, cereales, frutas, hierbas aromáticas y curativas, ganadería, etc.

## Organizaciones
Como organizaciones de base se tiene: Clubs de Madres, Rondas Campesinas, comités de vaso de leche, comités de obras, FEDIP. Existen partidos políticos y otras organizaciones comunales y estatales.

## Servicios
La ciudad urbana cuenta con agua, desagüe, y la luz eléctrica. Tiene carretera y servicio de transporte que comunica con las demás ciudades. Cuenta también con centros educativos hasta el nivel secundario, posta médica, teléfono, etc.

## Folklore
Los instrumentos más utilizados en las diferentes manifestaciones son: antara, travecera, flauta, violín, rondín, quena, caja, etc.
Las danzas más resaltantes son: 
- Los amigos, las pallas, los turcos, los guananayes, los waris, los cusqueños, los chachas, las quiyayas, los osos, la vaca loca, los disfrazados, etc. Además otras expresiones culturales son el baile del huayno; práctica del teatro; su vestimenta; etc.

## Gastronomía
Es variada, por ejemplo: el shinde, el shambar, el getón, locro de mayo, caldo de cabeza, el Cushal, el relleno, chupe de papas, patazca, charqui, ajo de caiguas, chiclayo asado, chuño, chicha de jora, aloja, etc.

## Autoridades

### Municipales
- 2015 - 2018[2]
  - Alcalde: Alfonso Silvestre|Díaz Rebaza, del Alianza para el Progreso (A).
  - Regidores:  Teófilo Alfonso Tamayo Aliaga (CTSC), Edgar Nicolás Díaz Cuba (CTSC), Romulo Elías Oruna Martínez (CTSC), María Azucena Salinas Torres (CTSC), Walter Manuel Acosta Vega

(Partido Aprista Peruano).
- 2007 - 2010
  - Alcalde: Hugo Gilberto Juárez Carbajal, del Partido Aprista Peruano.

### Policiales
- Comisario:  PNP.

### Religiosas
- Prelatura de Huamachuco[4]
  - Obispo Prelado de Huamachuco: Monseñor Sebastián Ramis Torres, TOR.[5]
- Parroquia
  - Párroco: Pbro. .

## Atractivos turísticos
Como lugares turísticos para visitar hay Quillca donde se encuentra la casa del escritor y periodista Ciro Alegría Bazán. También tiene la piedra Quillca que es admirada por sus jeroglícos. A 4 leguas del pueblo de Sartimbamba se encuentra "El Temple" que es el valle donde cruza el río Marañón del cual Ciro Alegría se inspiró para darle nombre a su obra "La serpiente de oro".

## Literatura
- Ciro Alegría, un escritor muy reconocido a nivel latinoamericano. Entre las obras de este autor se encuentran "La Serpiente de Oro", "Los Perros Hambrientos", "El Mundo es Ancho y Ajeno", "Duelo de Caballeros" (Colección de cuentos) y "Lázaro" (Óbra póstuma).

## Festividades
Entre las principales tenemos: 
- San Isidro el 15 de mayo, en Sartín Grande.
- San Martín el 5 de noviembre, en la localidad de Cacho.
- Santa Rosa el 30 de agosto, en Cachipampa.
- El Señor de los Milagros el 4 de mayo, en Sartimbamba.
- La virgen de la Puerta en el mes de septiembre, en el poblado de San Mateo.